# 行政安全部
行政安全部（ぎょうせいあんぜんぶ）は、大韓民国の中央行政機関。行政安全部の長を行政安全部長官と称し、国務委員が任命される。諸外国の内務省、日本の総務省と警察庁に相当する。

## 沿革

2013年まで使用されていたロゴ

- 1948年11月 - 総務処と内務部が新設される。
- 1955年2月 - 総務処の名称を国務院事務局に変更。
- 1961年7月 - 国務院事務局の名称を内閣事務処に変更。
- 1963年12月 - 内閣事務処の名称を総務処に変更。
- 1991年11月 - 内務部治安本部を廃止して、内務部の外局として警察庁を新設。
- 1998年2月28日 - 総務処と内務部を統合して、行政自治部が発足。
- 1999年5月 - 中央人事委員会を新設し、行政自治部の人事企画や給与に関する事務を移管。
- 2004年6月1日 - 行政自治部の外局として、消防防災庁が発足。
- 2008年2月29日 - 行政自治部、中央人事委員会、国家非常企画委員会が統合し、行政安全部が発足。
- 2013年3月23日 - 安全行政部に改名。
- 2014年11月20日 - 一部職務を国民安全処、人事革新処に移管し、行政自治部の名称が復活する。
- 2017年 - 国民安全処を吸収し、行政安全部に改名。消防庁は同部の外庁となる[1]。

## 役割
国務会議の庶務、法令及び条約の公布、政府組職と定員、賞勲、政府革新、行政の能率、電子政府、個人情報保護、政府庁舍の管理、地方自治制度、地方自治体の事務支援・財政・税制、立ち後れ地域などの支援、地方自治体間の紛争調停、選挙・国民投票の支援に関する事務を管掌する。

## 組織

### 幹部
| - 長官 - 代弁人 - 長官政策補佐官（3人） | - 次官 - 企画調整室長 - 政策企画官 - 国際行政協力官 - 非常安全企画官 - 議定官 - 監査官 - 人事企画官 |

### 下部組織
| - 運営支援課 - 創造政府組職室 - 創造政府企画官 - 組織政策官 - 制度政策官 - 電子政府局 - 情報共有政策官 | - 地方行政室 - 地方行政政策官 - 自治制度政策官 - 地域発展政策官 - 地方財政税制室 - 地方財政政策官 - 地方税制政策官 |

### 所属機関
- 地方自治人材開発院
- 国家記録院
- 政府庁舎管理本部
- 国家民防衛災難安全教育院
- 以北五道委員会
- 住民登録番号変更委員会
- 国立科学捜査研究院
- 国家情報資源管理院
- 国立災難安全硏究院

### 外庁
- 警察庁
- 消防庁

## 歴代長官
1998年に発足した、行政自治部以降の長官について掲載する。
| 代             | 氏名           | 氏名           | 在任期間                   | 在任期間                  | 備考                       |
| 代             | 漢字表記       | ハングル表記   | 着任                       | 退任                      | 備考                       |
| 行政自治部長官 | 行政自治部長官 | 行政自治部長官 | 行政自治部長官             | 行政自治部長官            | 行政自治部長官             |
| -------------- | -------------- | -------------- | -------------------------- | ------------------------- | -------------------------- |
| 初             | 金正吉         | 김정길         | 1998年3月3日               | 1999年2月5日              | 金大中政権                 |
| 2              | 金杞載         | 김기재         | 1999年2月6日               | 2000年1月13日             | 金大中政権                 |
| 3              | 崔仁基         | 최인기         | 2000年1月14日              | 2001年3月25日             | 金大中政権                 |
| 4              | 李根植         | 이근식         | 2001年3月26日              | 2003年2月26日             | 金大中政権                 |
| 5              | 金斗官         | 김두관         | 2003年2月27日              | 2003年9月18日             | 盧武鉉政権 高建 暫定政権   |
| 6              | 許成寛         | 허성관         | 2003年9月19日              | 2005年1月4日              | 盧武鉉政権 高建 暫定政権   |
| 7              | 呉盈教         | 오영교         | 2005年1月5日               | 2006年3月21日             | 盧武鉉政権 高建 暫定政権   |
| 8              | 李庸燮         | 이용섭         | 2006年3月27日              | 2006年12月4日             | 盧武鉉政権 高建 暫定政権   |
| 9              | 朴明在         | 박명재         | 2006年12月13日             | 2008年2月28日             | 盧武鉉政権 高建 暫定政権   |
| 行政安全部長官 |                |                |                            |                           |                            |
| 10             | 元世勲         | 원세훈         | 2008年2月29日              | 2009年2月11日             | 李明博政権                 |
| 11             | 李達坤         | 이달곤         | 2009年2月20日              | 2010年3月4日              | 李明博政権                 |
| 12             | 孟亨奎         | 맹형규         | 2010年4月15日              | 2013年3月11日             | 李明博政権                 |
| 13             | 劉正福         | 유정복         | 2013年3月11日              | 2013年3月23日             | 朴槿恵政権                 |
| 安全行政部長官 |                |                |                            |                           |                            |
| (13)           | 劉正福         | 유정복         | 2013年3月23日              | 2014年3月6日              | 朴槿恵政権                 |
| 14             | 姜秉圭         | 강병규         | 2014年4月2日               | 2014年7月15日             | 朴槿恵政権                 |
| 15             | 鄭宗燮         | 정종섭         | 2014年7月16日              | 2014年11月18日            | 朴槿恵政権                 |
| 行政自治部長官 |                |                |                            |                           |                            |
| (15)           | 鄭宗燮         | 정종섭         | 2014年11月19日             | 2016年1月12日             | 朴槿恵政権                 |
| 16             | 洪允植         | 홍윤식         | 2016年1月12日              | 2017年6月15日             | 朴槿恵政権 黄教安 暫定政権 |
| 行政安全部長官 |                |                |                            |                           |                            |
| 17             | 金富謙         | 김부겸         | 2017年6月16日              | 2019年4月5日              | 文在寅政権                 |
| 18             | 陳永           | 진영           | 2019年4月6日               | 2020年12月23日            | 文在寅政権                 |
| 19             | 全海澈         | 전해철         | 2020年12月24日             | 2022年5月11日             | 文在寅政権                 |
| 20             | 李祥敏         | 이상민         | 2022年5月12日              | 2023年2月8日 （職務停止） | 尹錫悦政権                 |
| 職務代行       | 韓唱燮         | 한창섭         | 2023年2月8日               | 2023年7月25日             | 尹錫悦政権                 |
| (20)           | 李祥敏         | 이상민         | 2023年7月25日 （職務復帰） | 2024年12月8日             | 尹錫悦政権                 |
| 職務代行       | 高綺童         | 고기동         | 2024年12月8日              | 2025年6月20日             | 尹錫悦政権                 |
| 職務代行       | 金敏在         | 김민재         | 2025年6月20日              | 2025年7月18日             | 李在明政権                 |
| 21             | 尹昊重         | 윤호중         | 2025年7月18日              | 現職                      | 李在明政権                 |